# Gyógyszerhozzászokás
Az ismételten és hosszabb ideig alkalmazott testidegen anyagokkal szemben fellépő hozzászokást toleranciának nevezik, mely nem más, mint a szervezet adaptációja a környezet okozta változáshoz. A jelenség a köznyelvben többnyire gyógyszerhozzászokásként ismert. Tolerancia kialakulása esetén a testidegen anyag (xenobiotikum) egyre nagyobb adagja szükséges ugyanazon hatás eléréséhez.

## A tolerancia mint jelenség
Bizonyos szereknek a tartós használat után bekövetkező hatásvesztése már a modern orvostudomány kialakulása előtti időkben is ismert jelenség volt. Más megfogalmazásban a hatás fenntartásához vagy az eredeti terápiás hatás eléréséhez folyamatosan emelni kellett a dózist. A jelenséget a köznyelv gyógyszerhozzászokás néven, az orvosi szaknyelv tolerancia néven említi. A hozzászokás azonban nemcsak gyógyszerekkel szemben alakulhat ki, hanem a legkülönbözőbb exogén (külső eredetű) vegyületekkel szemben is létrejöhet, melyek között lehetnek élvezeti szerek, alkaloidok, euforizáló hatású anyagok, kábítószerként kezelt anyagok. Ezért helyesebb gyógyszer-tolerancia helyett a szélesebb értelmű, kémiai anyagokkal szembeni toleranciáról beszélni.
A hatóanyagok általában több hatással is rendelkeznek, melyek közül csak az egyiket használják terápiás célra, a többit, mint szükségtelen mellékhatást definiálja az orvostudomány. A terápiás- és mellékhatások nem egyformán érintettek a tolerancia kialakulásában. Előfordulhat az a kedvezőtlen helyzet, hogy a terápiás hatással szemben alakul ki a tolerancia, miközben a mellékhatásokkal szemben nem. Ennek az az eredménye, hogy az orvos fokozatosan emelni kényszerül a dózist a terápiás hatás szinten tartása érdekében. Mivel a mellékhatásokhoz nincs hozzászokás, azok egyre erősebbekké válnak, így a terápiának az erősödő mellékhatások megjelenése szab határt, ami a terápia felfüggesztésével is járhat. Szerencsés esetben ennek a fordítottja történik, vagyis a tolerancia csak a mellékhatásokkal szemben alakul ki. Ebben a kedvező helyzetben a beteg tartósan kapja a gyógyszert, és a kezdeti kellemetlen mellékhatások fokozatosan megszűnnek.
A toleranciára általában az a jellemző, hogy nem egyéni természetű, tehát nem csak egy betegnél vagy egy szerhasználónál jön létre, hanem mindenkinél hasonló módon. Ebből következik, hogy nem egyéni érzékenységről van szó, és nem vezethető vissza egyedi genetikai okokra, hanem nagy populációt érintő hozzászokás van a háttérben.

## A tolerancia, mint az emberi szervezet adaptív mechanizmusa
Az emberi szervezet egyik fontos tulajdonsága, hogy a környezet okozta változásokhoz alkalmazkodni képes. Teszi ezt annak érdekében, hogy a működéséhez elengedhetetlen belső egyensúlyát, a homeosztázisát fenn tudja tartani. Ha például a külső környezet felmelegszik, akkor a szervezet hőleadással, verejtékezéssel válaszol. Ha a fény túl erős, akkor a pupilla összehúzódással válaszol, hogy védje a szemet. A változásokhoz való folyamatos igazodást a biológia, a fiziológia adaptációnak nevezi.
Amennyiben testidegen vegyületek okoznak zavart a szervezet működésében, akkor a szervezet igyekszik azt megszüntetni, korrigálni. A testidegen anyagokkal szemben fellépő tolerancia nem más, mint a szervezet egyfajta válasza, védekezése, adaptációja. A védekezés mechanizmusa többféle lehet. A szervezet igyekszik szabadulni a számára idegen anyagtól, annak nem fiziológiás, „testidegen hatásától”. Ennek érdekében a szervezet gyorsíthatja a szer kiürülését a vesén keresztül, vagy a molekulát lebontó metabolizmust gyorsítja fel úgy, hogy több, a szer lebontását segítő metabolizáló enzimet szintetizál. Az is gyakran előfordul, hogy a testidegen anyag kötőhelyeinek (receptorainak) a számát csökkenti. Ezek az adaptációs folyamatok a szer hatásvesztéséhez vezetnek.

## Kereszttolerancia
Kereszttoleranciáról beszélünk, amikor egy szer ismételt alkalmazása során létrejött tolerancia egy másik molekulával szemben is kialakul. Ilyen esetek akkor fordulnak elő, ha a két molekula hasonló szerkezetű, vagy ha az egyébként eltérő kémiai szerkezetű szer hatásmódja (támadáspontja) azonos. Ez az alapja annak, hogy alkoholistákat sebészeti beavatkozások során nehezebb elaltatni narkotikumokkal. Hasonlóan kereszttolerancia mutatható ki az alkohol és a benzodiazepinek között, ezért az alkoholistáknál a benzodiazepinek nagyobb dózisa szükséges ahhoz, hogy az alkoholt kisebb mértékben fogyasztóknál megszokott hatást elérje a kezelőorvos. Előbbiekhez hasonlóan a barbiturátok is kereszttoleranciát mutatnak alkohollal.